# Aszur (bóg)

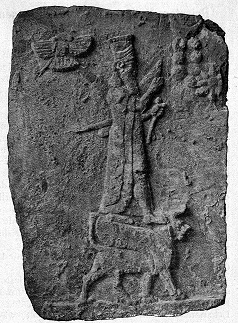
Kamienna płytka odnaleziona w Aszur z przedstawieniem boga Aszura stojącego na lwie-smoku

Aszur (akad. daš-šur, zapisywane w piśmie klinowym  ) – bóg opiekuńczy miasta Aszur, który wraz z rosnącą potęgą Asyrii stał się narodowym bogiem Asyryjczyków i najważniejszym bóstwem panteonu asyryjskiego.

## Imię
Imię boga Aszura (daššur) w inskrypcjach królów asyryjskich zapisywane było na kilka różnych sposobów. Najstarszym znanym sposobem zapisu tego imienia była forma da-šur3, stosowana powszechnie aż do czasów panowania Aszur-uballita I (1363–1328 p.n.e.) i porzucona po jego śmierci. Niemal równie starym zapisem imienia tego boga była forma da-šur, która jednak rozpowszechniła się dopiero za rządów Aszur-uballita I i jego następców. W inskrypcjach Aszur-uballita I – poza używanymi już formami da-šur3 i da-šur – po raz pierwszy zaczyna pojawiać się też forma daš-šur, która wraz z panowaniem Adad-nirari I (1305–1274 p.n.e.) staje się najpowszechniej spotykanym zapisem imienia boga Aszura, stosowanym znacznie częściej niż da-šur. Dodatkowo należy jeszcze wspomnieć o formie da-šur4, której występowanie ogranicza się jednak niemal wyłącznie do inskrypcji króla Szamszi-Adada I (ok. 1813–1781 p.n.e.). Imię boga Aszura zapisywane też było czasami w języku sumeryjskim – znane są formy dAŠ i AN.ŠAR2.

## Bóg Aszur i miasto Aszur
Imię tego boga jest identyczne z nazwą miasta, nad którym sprawować miał opiekę, co jest czymś wyjątkowym, gdyż w tradycji mezopotamskiej imię boga i nazwa miasta, w którym go czczono, nie były tożsame. Zdaniem uczonych bóg Aszur mógł być pierwotnie personifikacją samego miasta, któremu najwyraźniej sami jego mieszkańcy nadać musieli boski status. Dowód na to znaleźć już można w jednej z najstarszych inskrypcji odnalezionych w Aszur, w której Zariqum, wysoki dostojnik za rządów królów z III dynastii z Ur, nazywa siebie „gubernatorem boskiego miasta Aszur” (GÌR.ARAD da-šur3ki). Z kolei na wczesną personifikację miasta wskazywać może inskrypcja Ṣilulu, jednego z pierwszych władców miasta Aszur, który miasto swe nazywa „królem”: „Miasto Aszur jest królem. Silulu jest namiestnikiem miasta Aszur” (a-šur3ki LUGAL ṣi-lu-lu énsi a-šur3ki). Należy też wspomnieć, iż Asyryjczycy w trakcie składania oficjalnych przysiąg przysięgali nie tylko na bogów, ale też i na „miasto” (ālum), tak jakby ono samo było bogiem. Na przykład w wielu dokumentach z asyryjskich kolonii handlowych w Anatolii mowa jest o przysięgach składanych na „miasto” i władcę, podczas gdy w południowej Mezopotamii tradycyjnie przysięgano na boga miasta i władcę.

## Charakter i identyfikacja z innymi bogami
Aszur, jako boskie ucieleśnienie miasta, a później całego imperium, różnił się zdecydowanie od innych mezopotamskich bóstw. Nie odnaleziono jak dotychczas żadnych poświęconych mu mitów, niewiele też wiadomo o jego pochodzeniu. Nie wydaje się też, aby kiedykolwiek uważano go za manifestację którejkolwiek z wielkich sił natury. Nawet w asyryjskich inskrypcjach królewskich spotykamy zaskakująco małą liczbę opisujących go epitetów. To właśnie temu bogu udało się jednak urosnąć z pozycji lokalnego bóstwa miasta Aszur do pozycji najwyższego boga panteonu asyryjskiego. To on stał się boskim opiekunem królów asyryjskich i to on miał prowadzić ich wojska do zwycięstwa.
We wszystkich niemal bez wyjątku asyryjskich inskrypcjach historycznych Aszur zajmował zdecydowanie pierwsze miejsce, będąc wymienianym przed Anu, Enlilem i Ea. Również w kilku fryzach, rzeźbionych na skałach w różnych częściach Asyrii, umieszczano go na czele przedstawianych tam procesji bóstw. Dziwić więc może fakt, że pomimo zajmowanej pozycji i pomimo przenoszenia na niego atrybutów i mitologii innych bogów, pozostał on do końca bóstwem bez jasno określonego własnego charakteru i bez własnej tradycji.

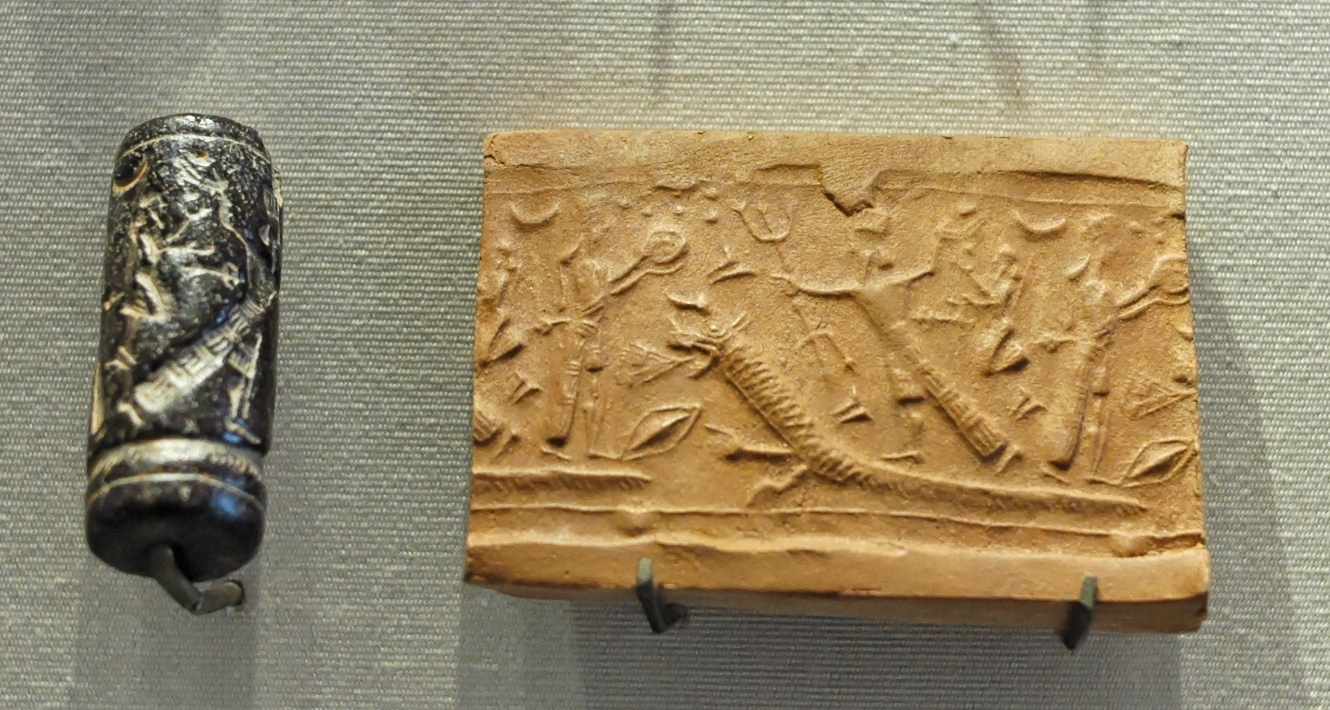
Asyryjska pieczęć cylindryczna i jej odcisk ze sceną mitologiczną przedstawiającą walkę boga Aszura z potworem (najprawdopodobniej Tiamat); zbiory Luwru (AO 30255)

Wraz z rozwojem Asyrii i nasileniem się kontaktów kulturowych z południem Mezopotamii pojawiły się pewne tendencje, by identyfikować boga Aszura z niektórymi ważnymi bogami panteonu sumeryjskiego i babilońskiego. Od ok. XIII w. p.n.e. próbowano utożsamiać go z sumeryjskim Enlilem, tytularnym bostwem miasta Nippur, chcąc najprawdopodobniej osadzić go w ten sposób w roli przywódcy wszystkich bogów. Wraz z przyjęciem osobowości boga Enlila Aszur przyjął również jego tytuł „Wielka Góra” (sum. KUR.GAL), a E-kur („Dom-Góra”), nazwa świątyni Enlila w Nippur, stała się również jedną z nazw świątyni Aszura w Aszur. Za panowania króla asyryjskiego Sargona II (721–705 p.n.e.) zaczęto utożsamiać Aszura z Anszarem, ojcem boga Anu z babilońskiego eposu Enuma elisz, chcąc najprawdopodobniej w ten sposób przedstawić Aszura jako boga odwiecznego, istniejącego od stworzenia świata. Nie znamy żadnych podstaw religijnych, które wyjaśniałyby taką identyfikację – zdaniem uczonych zasugerować ją mogło po prostu podobieństwo imion obu bogów. Za panowania następcy Sargona II, króla Sennacheryba (704-681 p.n.e.), którego antybabilońska polityka doprowadziła do zdobycia Babilonu (691 r. p.n.e.) i „uprowadzenia” przez Asyryjczyków posągu Marduka, babilońskiego boga narodowego, podjęto w Asyrii oficjalną próbę przeniesienia na boga Aszura mitologii związanej z Mardukiem. Babiloński epos o stworzeniu świata Enuma elisz został przepisany tak, aby to bóg Aszur odgrywał w nim rolę bohatera i przywódcy bogów. Dokonano tego prostym zabiegiem – znaleziona w mieście Aszur wersja Enuma elisz wiernie powtarza tekst babiloński, z tą tylko różnicą, iż zamiast imienia Marduk występuje w niej imię Aszur, a zamiast miasta Babilon miasto Aszur. Dodatkowo Sennacheryb rozkazał wznieść poza murami Aszur „dom akitu”, aby można było celebrować w tym mieście święto Nowego Roku. Obchody tego święta, w którym najważniejszą rolę odgrywać miał bóg Aszur, zastąpić miały babilońskie obchody święta Nowego Roku, gdzie to Marduk odgrywał najważniejszą rolę. Jednocześnie teolodzy asyryjscy starali się umniejszyć rolę samego Marduka. I tak np. asyryjski tekst, znany pod nazwą „Sądu nad Mardukiem” (ang. Marduk Ordeal), ukazuje Aszura jako głowę trybunału, przed którym staje babiloński bóg. Próby te spełzły jednak na niczym, gdyż Asarhaddon, syn Sennacheryba, nie kontynuował antybabilońskiej polityki swego ojca. Zwrócił on posąg Marduka do Babilonu i odbudował tam zniszczoną przez jego ojca świątynię tego boga. Bóg Aszur powrócił zaś do swej tradycyjnej roli „asyryjskiego Enlila”. Tak przedstawiony został m.in. w jednym z hymnów Aszurbanipala:
„Największy, król bogów, wszechwiedzący, czcigodny, przewyższający (innych), Enlil bogów, ten, który wyznacza losy!
Aszur, największy pan, wszechwiedzący, czcigodny, przewyższający (innych), Enlil bogów, ten, który wyznacza losy!
[Pozwólcie mi wywy]ższyć Aszura, niezwykle potężnego, króla bogów, pana krajów!
[Pozwólcie mi rozgło]sić jego wielkość, powiększyć jego chwałę!”

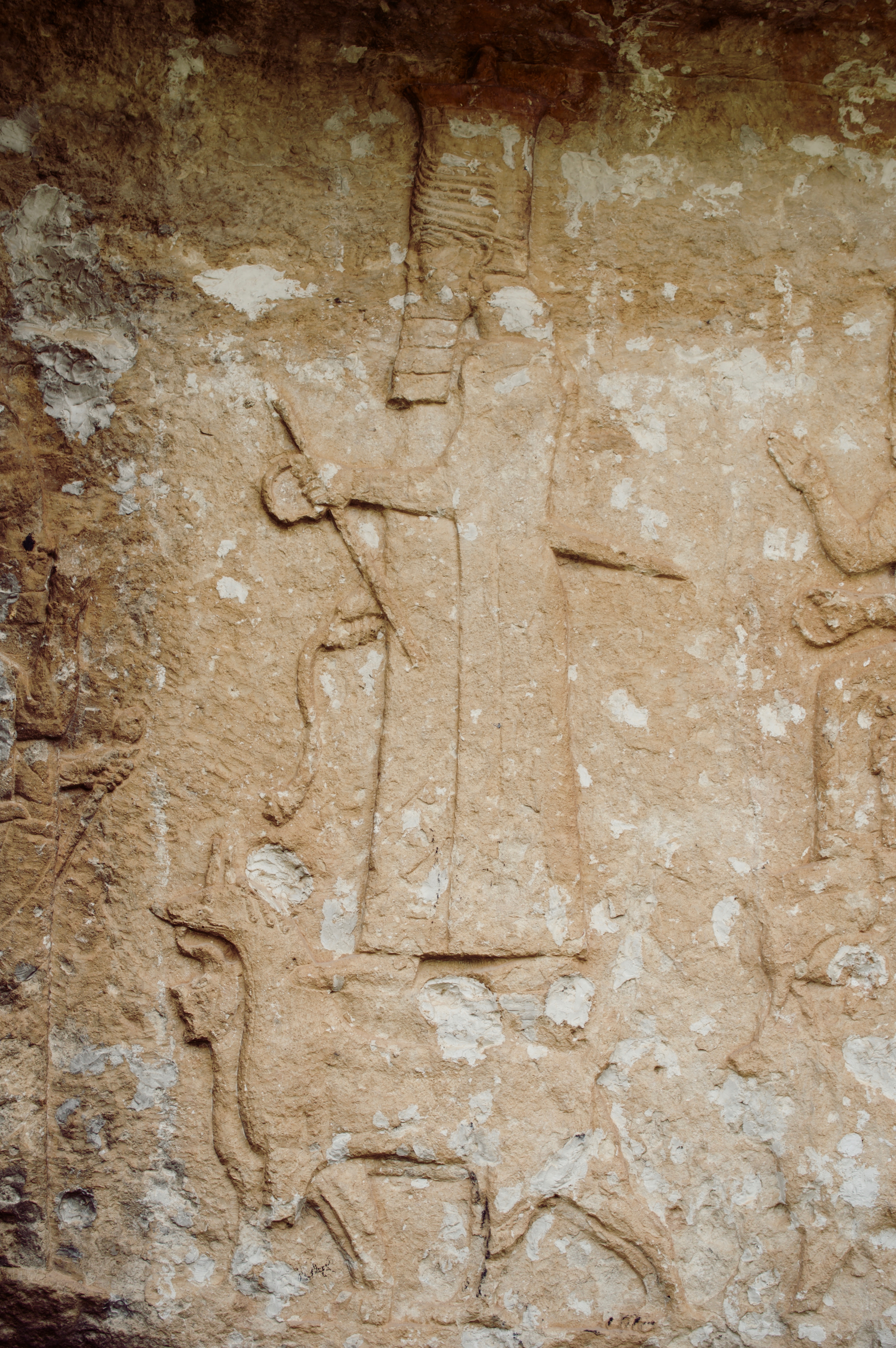
Bóg Aszur stojący na swych świętych zwierzętach: lwie-smoku i wężu-smoku. Detal z jednego z reliefów skalnych ukazujących procesję bóstw asyryjskich

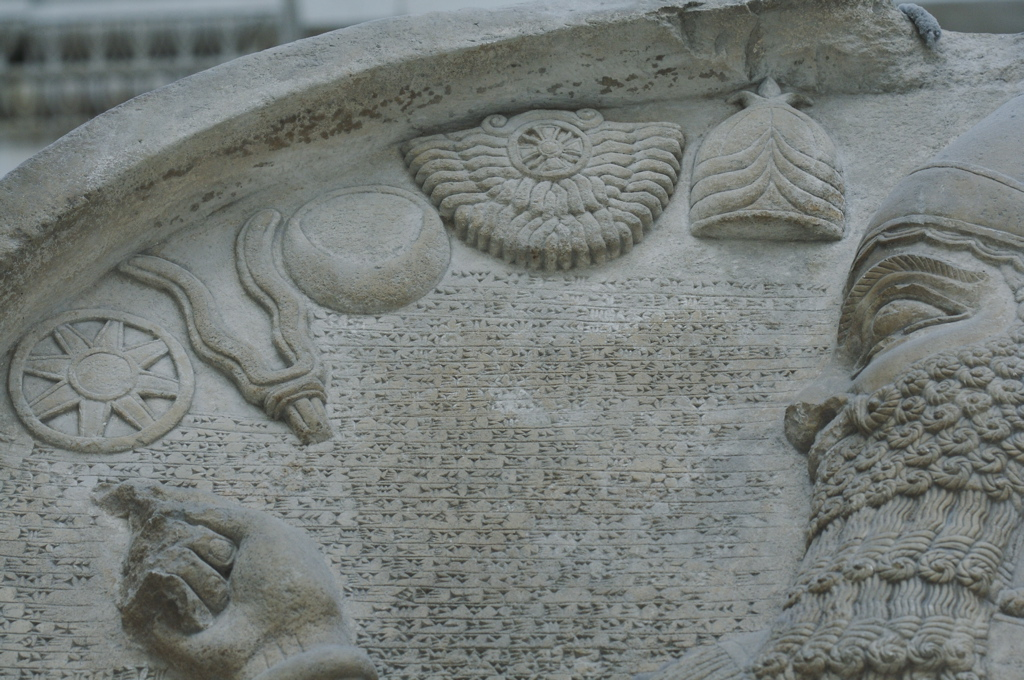
Detal ze steli Aszurnasirpala II z Kalhu z przedstawieniem symboli boskich, w tym tiary wielorożnej (symbolu boga Aszura)

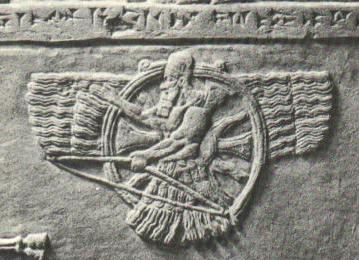
Bóg w uskrzydlonej tarczy słonecznej (najprawdopodobniej Aszur lub Szamasz); detal z jednego z reliefów asyryjskich.

## Rodzina
Tym co odróżnia Aszura od innych bogów jest brak jasnych powiązań rodzinnych, tak charakterystycznych dla wszystkich głównych bogów i bogiń sumeryjskich i babilońskich. Czasami wymieniany jest on z boginią Isztar tak jakby byli mężem i żoną, chociaż teksty nie stwierdzają tego wprost i wymienienie ich obok siebie brać się mogło po prostu stąd, iż byli głównymi bóstwami dwóch najważniejszych asyryjskich miast: Aszur i Niniwy. Po utożsamieniu Aszura z sumeryjskim Enlilem za jego małżonkę uważać zaczęto małżonkę Enlila – Ninlil. Jako małżonka „asyryjskiego Enlila” czczona ona była w Asyrii pod imieniem Mullissu. W podobny sposób synowie sumeryjskiego Enlila – Ninurta i Zababa – stali się synami Aszura. Jedynym członkiem rodziny Aszura nie zapożyczonym z południowej Mezopotamii była bogini Szerua, aczkolwiek wydaje się, iż już wśród samych teologów asyryjskich nie było zgody co do tego, czy uznać ją należy za żonę czy też córkę Aszura.

## Ikonografia, święte zwierzęta i symbole
Aszura ukazywano z reguły jako brodatego boga z tiarą wielorożną na głowie i długą szatą sięgającą stóp – na takich przedstawieniach w jednej ręce trzymał on kij i pierścień, a w drugiej rodzaj dziwnie wygiętej broni. W sztuce asyryjskiej często stoi on na dwóch swoich świętych zwierzętach: lwie-smoku i wężu-smoku. Lwa-smoka przedstawiano z reguły jako stworzenie z przednią częścią ciała lwa, rogami na głowie, skrzydłami i tylnymi nogami ptaka oraz z ogonem skorpiona. Wąż-smok z kolei przedstawiany był z głową, szyją i tułowiem węża, rogami, przednimi łapami lwa i tylnymi ptaka. Motyw węża-smoka przejęty został najprawdopodobniej z Babilonii, gdzie był on świętym zwierzęciem boga Marduka.
Symbole boga Aszura zostały przejęte od bogów babilońskich. W sztuce asyryjskiej boga Aszura reprezentowała tiara wielorożna, będąca na kasyckich kudurru symbolem boga Anu. Niekiedy na przedstawieniach umieszczane były trzy takie tiary – wówczas reprezentowały one odpowiednio Aszura, Anu i Enlila. Niektórzy uczeni z postacią boga Aszura wiążą również symbol uskrzydlonego dysku słonecznego. Ich zdaniem znane ze sztuki asyryjskiej wyobrażenia boga w uskrzydlonej tarczy słonecznej, umieszczane często na reliefach ponad scenami rytualnymi, bitewnymi i polowań, przedstawiać mają właśnie jego. Trzeba jednak zaznaczyć, iż nie ma żadnych źródeł pisanych, które potwierdzałyby tę tezę, tak więc bogiem tym równie dobrze może być na przykład Szamasz.

## Król – namiestnik boga Aszura na ziemi
Aszurowi, jako narodowemu bogu Asyryjczyków, przypisywano najwyższą władzę w Asyrii. Uważano, iż to on miał prawdziwą moc przyznawania i odbierania władzy królewskiej. To on wybierać miał króla, aby ten rządził na ziemi w jego imieniu. Od pierwszych wieków II tys. p.n.e. władcy Aszur nazywali siebie „namiestnikami boga Aszura”, tytułem, który pozostał w użyciu w Asyrii aż do końca istnienia imperium asyryjskiego. Dowodem na to może być fragment jednego z hymnów króla Aszurbanipala do boga Aszura, brzmiący: „Aszur jest królem, Aszur jest królem, a Aszurbanipal jest jego namiestnikiem!”. Wszystko co robił król służyć więc miało gloryfikacji jego boga i wykonywane było z boskim błogosławieństwem. Podobnie utrata przychylności Aszura oznaczać musiała jednocześnie utratę władzy politycznej.
W okresie średnioasyryjskim (XIII-X w. p.n.e.) wielu asyryjskich królów przyjmowało imiona tronowe których jednym z członów było imię boga Aszura, np. Aszur-dan („Aszur jest potężny”) czy Aszur-nirari („Aszur jest mym sprzymierzeńcem”). Trzech różnych królów przyjęło pierwsze z nich, a kolejnych pięciu drugie. O ile w okresie średnioasyryjskim imiona te miały podkreślać boską siłę i potęgę, to w I tys. p.n.e. tego rodzaju imiona zwykły podkreślać rolę boga w zapewnieniu kontynuacji linii królewskiej, np. Aszurnasirpal II (Aszur-nasir-apli, „Aszur jest strażnikiem mego syna pierworodnego”), Asarhaddon (Aszur-ahhe-iddin, „Aszur dał braci”) czy Aszurbanipal (Aszur-bani-apli, „Aszur jest stworzycielem mego syna pierworodnego”).
Asyryjscy królowie okazywali swe oddanie Aszurowi w swych inskrypcjach. Przykładem może być fragment jednej z inskrypcji króla Salmanasara III:
„Gdy Aszur, wielki pan, wybrał mnie w swym niezachwianym sercu (i) swymi świętymi oczami, i wezwał mnie do bycia pasterzem w Asyrii, włożył w mą rękę potężną broń która spada na zbuntowanych, włożył na mą głowę wyniosłą koronę, (i) rozkazał mi sprawować władzę i podbić wszystkie kraje niepodporządkowane Aszurowi”
Każdy król asyryjski otaczał opieką świątynię boga Aszura w Aszur, przeprowadzając w niej wymagane naprawy lub rozbudowując ją. Nawet jeśli swe główne prace budowlane prowadził gdzie indziej, to zawsze któryś z jego projektów budowlanych dotyczyć musiał również świątyni Aszura. I tak na przykład Aszurnasirpal II, choć pochłonięty pracami budowlanymi w Kalhu, odnowił również pięć wież bramnych w kompleksie Aszura w Aszur.

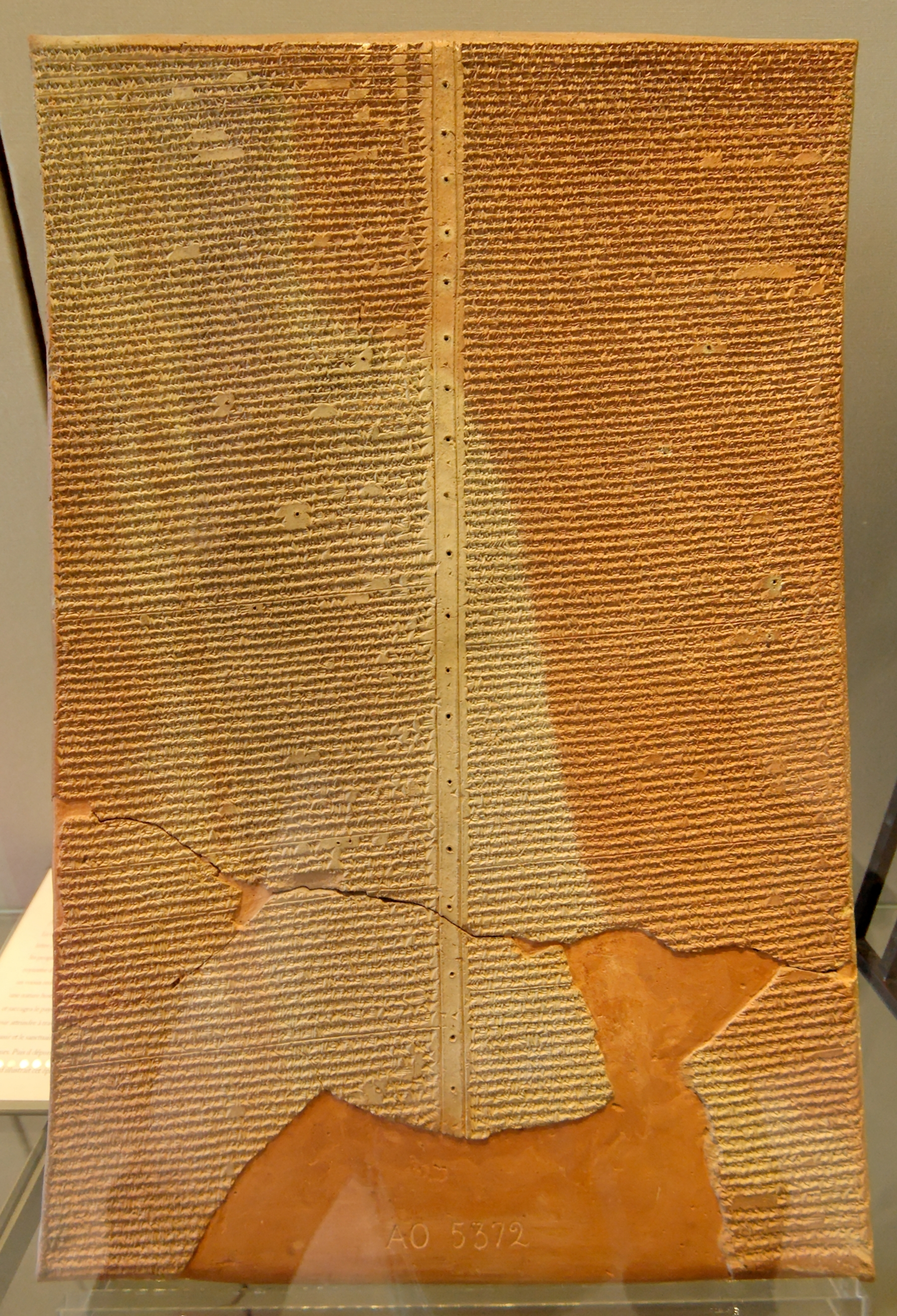
List do boga Aszura asyryjskiego króla Sargona II; zbiory Luwru (AO 5372)

W okresie nowoasyryjskim królowie asyryjscy mieli zwyczaj składania bogu Aszurowi raportów ze swych szczególnie udanych kampanii wojennych. Utwory takie, pisane kwiecistym, artystycznym stylem, miały formę listów skierowanych do boga. Najsłynniejszym z nich jest list adresowany do boga Aszura, w którym asyryjski król Sargon II w pierwszej osobie zdaje temu bogu relację ze swej zwycięskiej wyprawy wojennej przeciw Urartu i jego sprzymierzeńcom (714 r. p.n.e.). List taki, napisany najprawdopodobniej tylko w jednej kopii, składany był w świątyni boga.
Król asyryjski pełnił również funkcję najwyższego kapłana (šangû) boga Aszura i regularnie uczestniczył w licznych ceremoniach i obrzędach, takich jak np. rytuał oczyszczenia (bīt rimki), posiłki w obecności bogów (tākultu) czy uroczystości święta Nowego Roku. Biorąc pod uwagę fakt, iż kalendarz liturgiczny samego miasta Aszur, chociaż zachowany niekompletnie, pokazuje bogactwo świąt i obrzędów, oczywiste jest, iż król nie był w stanie uczestniczyć w nich wszystkich osobiście. Mógł on być jednak reprezentowany w sposób symboliczny, np. przez jego szatę albo przez powierzenie urzędu lokalnemu kapłanowi, któremu nadawano tytuł šangû.

## Pieczęcie boga Aszura
Podobnie jak ludzie bóg Aszur posiadał również własne pieczęcie cylindryczne, których używano do potwierdzania dokumentów największej wagi politycznej i państwowej. Odciski trzech takich świętych pieczęci boga Aszura, jednej wykonanej w XIX w. p.n.e., drugiej w XIII w. p.n.e. i trzeciej w ok. 700 r. p.n.e., widnieją na tabliczkach tak zwanych „traktatów wasalnych” króla Asarhaddona.

Schematyczny plan miasta Aszur: (1) Świątynia Aszura, (2) Ziggurat Aszura, (3) Stary Pałac, (4) Podwójna świątynia Sina i Szamasza, (5) Podwójna świątynia Anu i Adada, (6) Świątynie Isztar i Nabu, (7) Nowy Pałac / domy prywatne, (8) „dom akitu”, (9) Pałac południowo-wschodni, (10) Dom egzorcysty, (11) Domy prywatne.

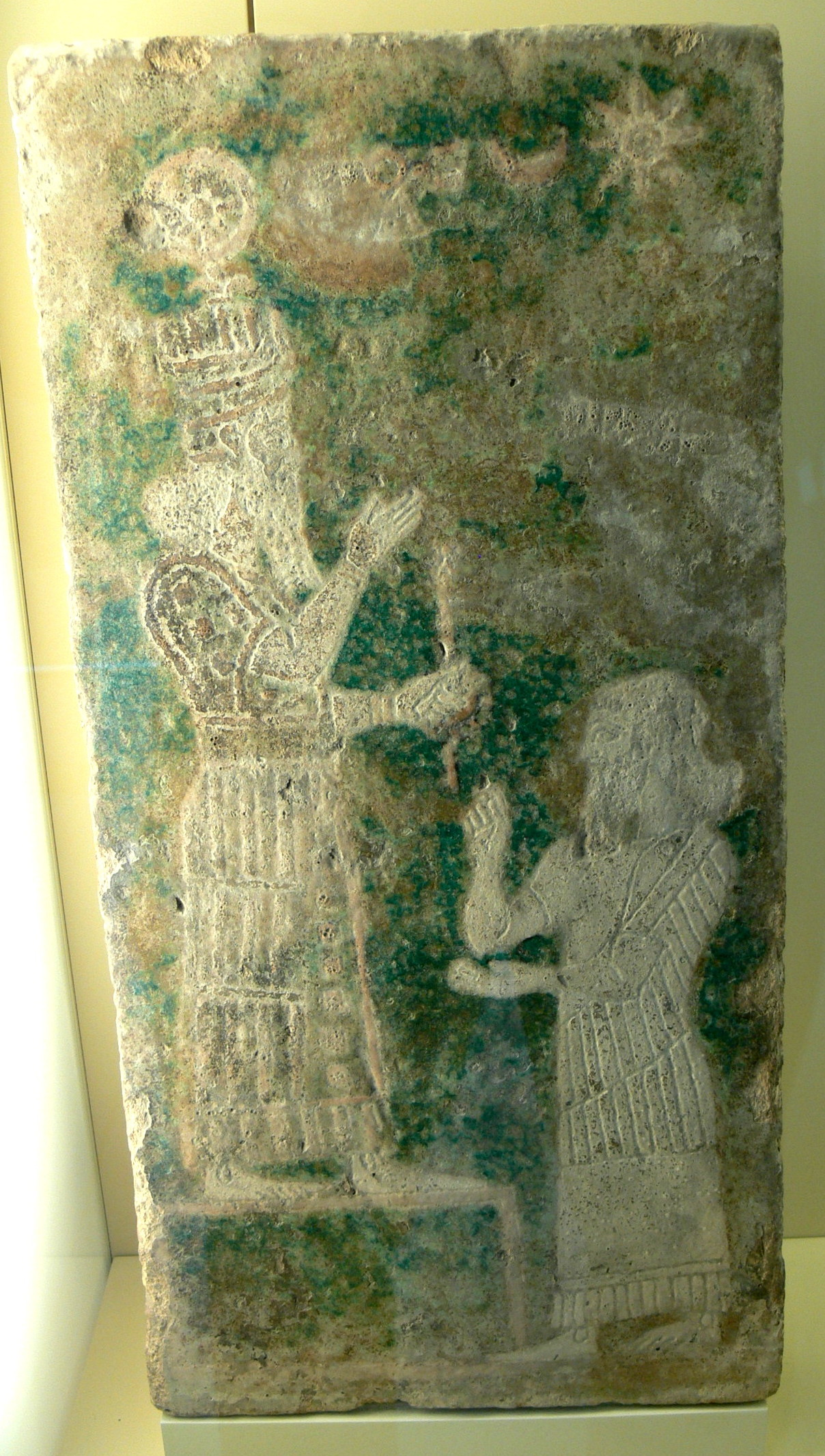
Bóg Aszur przedstawiony na panelu z glazurowanych cegieł odnalezionym w domu prywatnym w Aszur; IX-VII w. p.n.e.; zbiory Muzeum Pergamońskiego w Berlinie

## Świątynia boga Aszura w Aszur

### Kompleks świątynny
Ośrodkiem kultu boga Aszura było miasto Aszur, gdzie znajdowała się jedyna w całej Asyrii poświęcona temu bogu świątynia. Świątynia ta wraz z jej zigguratem wchodziły w skład wielkiego kompleksu sakralnego leżącego w północnej części miasta na wysokim klifie wznoszącym się nad starym korytem rzeki Tygrys. Sama świątynia zajmowała najwyższą część klifu w północno-wschodnim rogu miasta, gdzie skalisty płaskowyż tworzył wydłużony owal. Zigurrat boga Aszura zlokalizowany był bezpośrednio na zachód od świątyni.
W swej długiej historii świątynia boga Aszura znana była pod różnymi nazwami: w 1 połowie II tys. p.n.e. jako E-amkurkura („Dom dzikiego byka krajów”), w 2 połowie II tys. p.n.e. jako E-hursagkurkura („Dom góry krajów”) oraz w 1 połowie I tys. p.n.e. jako E-szara („Dom wszechświata”). Zgodnie z późniejszą tradycją pierwszym budowniczym świątyni miał być Uszpia, jeden z wczesnych władców miasta-państwa Aszur. Jego następcy mieli przywilej i obowiązek by o nią dbać, a wielu z nich pozostawiło po sobie inskrypcje w których opisują swe prowadzone przy niej prace budowlane. W czasach Sennacheryba (704-681 p.n.e.) świątynia została gruntownie przebudowana i obejmowała zespół dziedzińców i sakralnych budowli. Zgodnie z nowoasyryjskim tekstem opisującym topografię miasta Aszur, znanym wśród asyrologów pod nazwą „Boskiej książki adresowej” (niem. Götteradressbuch; ang. Divine Directory), najważniejszymi obiektami w kompleksie świątynnym E-szara miały być: cella boga Aszura, świątynia Ninlil/Mullissu, bīt ḫurše, świątynia Ea-šarru i świątynia Boskich Sędziów.
Posąg boga Aszura nie przebywał przez cały czas w swej celli w świątyni. Z inskrypcji królów asyryjskich wiadomo, iż mógł on na przykład składać „wizyty” w królewskim pałacu. Jedna z inskrypcji króla Adad-nirari I wspomina nawet o sali ze specjalnie wzniesionym podestem kultowym, którą zajmował posąg Aszura w czasie swych corocznych „odwiedzin” w pałacu. Posąg Aszura mógł też odwiedzać innych bogów w ich świątyniach: jeden z tekstów opisuje na przykład jego pobyt w kaplicy boga burzy Dagana. Inną specjalną okazją było akitu – święto Nowego Roku, w trakcie którego posągi najważniejszych bóstw z Aszur przewożone były na wozach do „domu akitu” leżącego poza murami miasta.
Wraz z rozwojem imperium asyryjskiego świątynia boga Aszura zaczęła być domem dla coraz większej ilości bogów, co po części było rezultatem asyryjskiej praktyki brania do „niewoli” boskich posągów pokonanych wrogów i przenoszenia ich do świątyni boga Aszura. Posągi uważano za manifestacje samych bogów, tak więc ich pobyt w świątyni boga Aszura oznaczać musiał dla wszystkich, iż zaakceptować oni musieli nadrzędną pozycję Aszura. Strategia taka miała na celu przekonać pokonanych wrogów, aby podążyli za przykładem swych bogów i zaakceptowali asyryjską zwierzchność.
W świątyni boga Aszura odbywały się koronacje królów asyryjskich. Zgodnie z zachowanymi opisami przyszły król niesiony był w przenośnym tronie do świątyni. Na czele uroczystej procesji szedł kapłan, który uderzał w bębenek i wykrzykiwał „Aszur jest królem! Aszur jest królem!”. Po wejściu do świątyni król całował ziemię, palił kadzidło, a następnie udawał się do miejsca, gdzie stał posąg boga Aszura. Tam klękał i składał bogu pokłon dotykając ziemi czołem. Jednocześnie przed posągiem boga składane były jego dary: złota misa z cennym olejem, mina srebra i haftowana szata. Następnie następował główny punkt koronacji – kapłan przynosił regalia i przekazując je królowi wypowiadał słowa:
„Diadem na twej głowie – niechaj Aszur i Ninlil, pan i pani twego diademu, przekażą go tobie na sto lat! Niechaj twa stopa postawiona w E-kur, i twe wyciągnięte ku Aszurowi ręce, będą spokojne! W służbie Aszura, twego boga, niechaj twoja posługa kapłańska i posługa kapłańska twych synów przebiegają spokojnie. Swym prostym berłem uczyń swój kraj rozległym. Niechaj Aszur przyzna ci rozkazujący głos, posłuszeństwo, zgodę, sprawiedliwość i pokój”

### Personel świątynny
W skład personelu kultowego świątyni Aszura wchodzić mogli wyłącznie mężczyźni. Wszyscy oni musieli być rytualnie czyści, aby móc przebywać w obecności boga. Widocznym znacznikiem ich rytualnej czystości była ogolona głowa i zgolony zarost, co sprawiało, iż wyróżniali się wśród asyryjskich mężczyzn, którzy tradycyjnie nosili długie włosy i brody (inny wyjątek stanowi eunuchowie, którzy również musieli być gładko ogoleni).
Za kult boga Aszura w jego świątyni odpowiedzialni byli kapłani – to oni opiekowali się posągiem boga i odprawiali wszystkie wymagane rytuały i obrzędy. Poza kapłanami wśród personelu świątynnego znajdowali się również wyspecjalizowani religijni rzemieślnicy (np. rzeźbiarze, cieśle, kowale, złotnicy), którzy wykonywali i naprawiali wszystkie używane w świątyni przedmioty kultowe (w tym posągi samych bóstw). W świątyni przeznaczony był dla nich specjalny zespół budynków, znany jako bīt mumme. Ważną rolę w kulcie boga Aszura odgrywał również świątynny personel kuchenny: kucharze, rzeźnicy, piekarze, piwowarzy czy wyciskacze oleju. Wszystkie prowincje Asyrii miały obowiązek regularnego dostarczania do jego świątyni pewnych ilości bydła, owiec, drobiu, jęczmienia, pszenicy, sezamu, miodu i sezonowych owoców, jak np. jabłek czy fig, z których personel ten przygotowywał codzienne posiłki dla boga Aszura. Posiłki takie składano na stole ofiarnym, gdzie – jak wierzono – bóg spożywał je poprzez ich wąchanie. Pozostawione przez niego „resztki” usuwane były ze stołu ofiarnego i rozdzielane według ściśle przestrzeganego protokołu pomiędzy króla, dostojników świątynnych i dygnitarzy królewskich. Przywilej i zaszczyt jedzenia ze stołu boga były tak wielkie, iż niektóre takie „resztki” wysyłane były nawet do gubernatorów prowincji, by również i oni chociaż symbolicznie (bo jedzenie nie było już przecież świeże) mogli wziąć udział w boskiej uczcie.

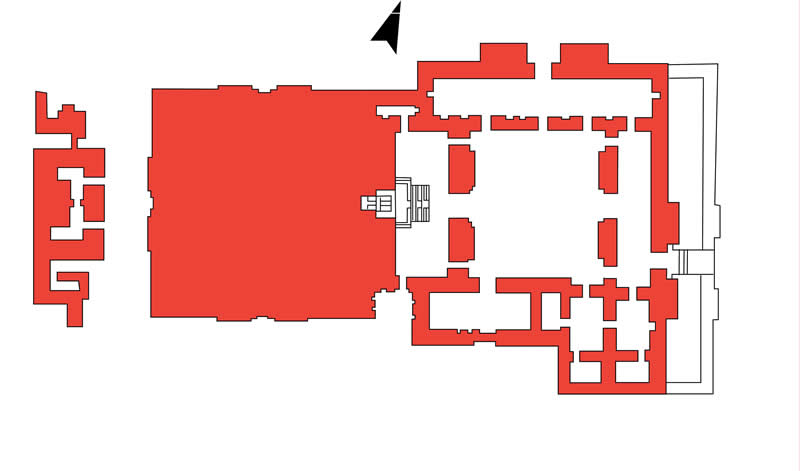
Plan świątyni boga Aszura w Kar-Tukulti-Ninurta. Świątynia ta wzniesiona została na wzór sanktuariów babilońskich (sale świątynne rozmieszczone są wokół wielkiego dziedzińca, z poprzeczną cellą w głębi i przylegającym ziguratem)

## Świątynia boga Aszura w Kar-Tukulti-Ninurta
Miasto Aszur wraz z jedyną w Asyrii znajdującą się w nim świątynią boga Aszura przez tysiąclecia było jądrem, wokół którego koncentrował się kult tego boga. Nawet wtedy gdy dwór królewski i centrum władzy politycznej przeniesione zostały z Aszur do Kalhu w 879 r. p.n.e., potem do Dur-Szarrukin w 706 r. p.n.e., a w końcu do Niniwy w ok. 700 r. p.n.e., Aszur pozostało religijną stolicą Asyrii i najważniejszym miejscem kultu boga Aszura. W dziejach Asyrii znalazł się jednak władca, który postanowił zerwać z uświęconą tradycją i wybudować nową świątynię poświęconą bogu Aszurowi poza miastem Aszur. Władcą tym był król asyryjski Tukulti-Ninurta I (ok. 1244-1208 p.n.e.), który zdecydował się przenieść centrum władzy politycznej i religijnej do nowej stolicy, którą budować zaczął ok. 3 km w górę rzeki od Aszur. W nowej stolicy, zwanej przez niego Kar-Tukulti-Ninurta, wzniósł on nową świątynię poświęconą bogu Aszurowi:
„W tym czasie bóg Aszur, mój pan, zażądał ode mnie centrum kultowego na brzegu naprzeciw mego miasta (...) i rozkazał mi wznieść (w nim) jego sanktuarium. Na rozkaz boga Aszura, boga który mnie kocha, zbudowałem przed Aszur, mym miastem, (nowe) miasto dla boga Aszura na przeciwległym brzegu rzeki Tygrys (...) i nazwałem je Kar-Tukulti-Ninurta. (...) W tym czasie wzniosłem w mym mieście Kar-Tukulti-Ninurta (...) świętą świątynię, budzące grozę sanktuarium jako siedzibę boga Aszura, mego pana. Nazwałem je E-kurmeszara („Dom – góra me całego świata”). W jej wnętrzu ukończyłem wielki zigurat jako platformę kultową boga Aszura, mego pana, i złożyłem (tam) me monumentalne inskrypcje”
Działania króla wywołały najprawdopodobniej niezadowolenie i oburzenie w kraju, co doprowadziło w końcu do wybuchu buntu, w którym Tukulti-Ninurta I zamordowany został przez swego syna i dworzan. Po śmierci władcy założone przez niego miasto zostało porzucone.

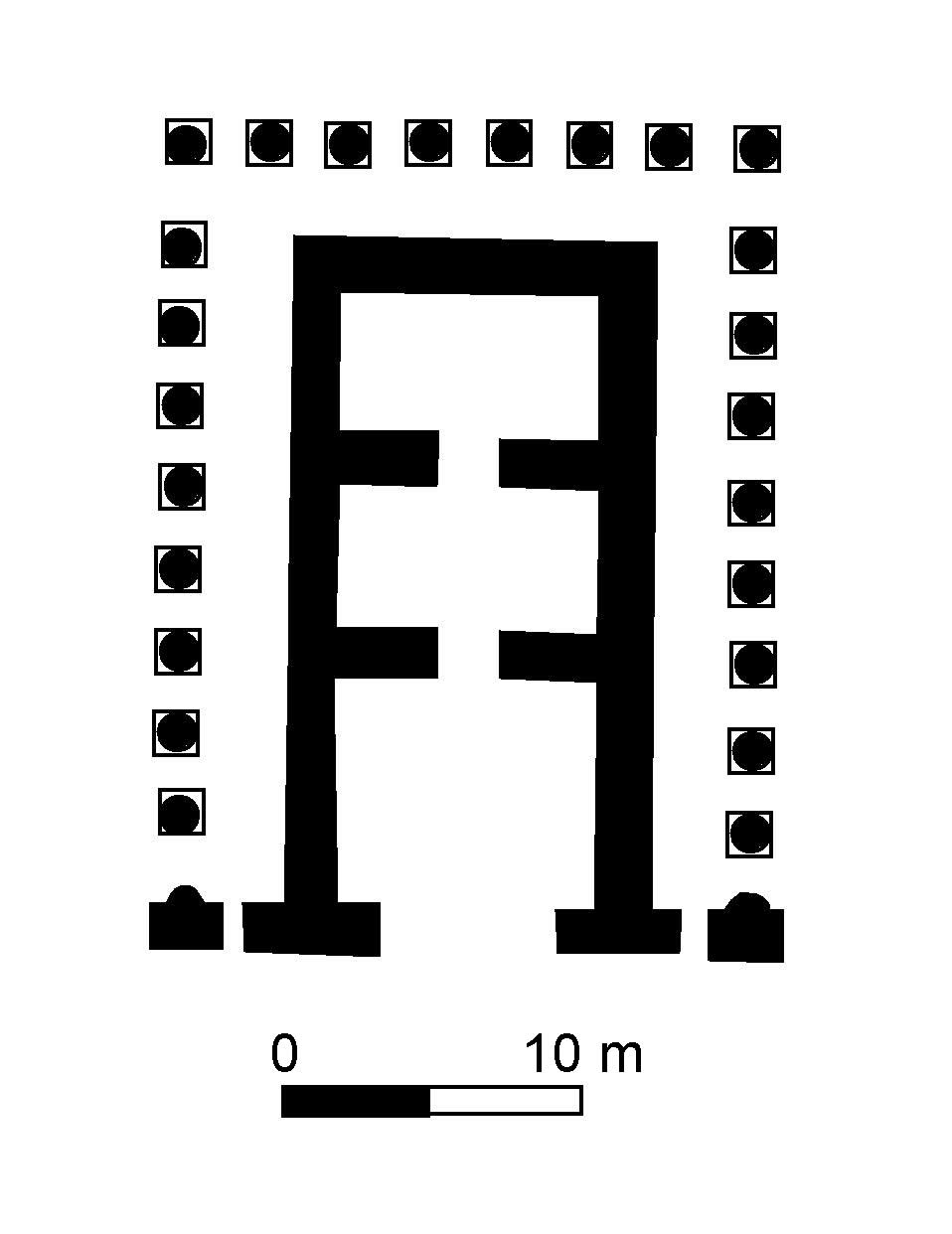
Plan partyjskiej świątyni boga Aszura

## Kult Aszura po upadku Asyrii
Zdobycie przez Medów w 614 r. p.n.e. miasta Aszur i zniszczenie znajdującej się w nim świątyni boga Aszura nie oznaczały wcale końca kultu tego boga. Wiadomo na przykład, iż niektórym z jego kapłanów udało się uciec do babilońskiego miasta Uruk, gdzie kontynuowali kult boga Aszura w świątyni E-anna boga Anu. W samym Aszur pod koniec VI w. p.n.e. wzniesiono nową świątynię poświęconą bogu Aszurowi, choć była ona o wiele skromniejsza od tej istniejącej tam wcześniej. Zgodnie z Cylindrem Cyrusa zgodę na budowę wyrazić miał sam Cyrus Wielki:
„Z [Babilonu] do Aszur i Suzy, Agade, Esznunny, miast Zamban, Meturnu, Der, aż do granicy z Gutejami – zwróciłem do tych sanktuariów po drugiej stronie Tygrysu, sanktuariów założonych w odległych czasach, posągi bogów które tam w nich były i uczyniłem ich siedziby trwałymi. Zgromadziłem również cały ich lud i zwróciłem im ich domostwa”.
W I w. n.e., gdy miasto Aszur nabrało znaczenia jako centrum handlowe w królestwie Hatry, istniejąca tu wciąż świątynia boga Aszura (zwanego teraz Assorem) została znacznie rozbudowana w partyjskim stylu architektonicznym. Kult samego boga miał już jednak charakter lokalny i wydaje się, iż to władcy miasta, a nie królowie leżącej w pobliżu Hatry byli opiekunami świątyni. Władcy samego miasta uważali się za spadkobierców królów asyryjskich, czego najlepszym dowodem są inskrybowane stele ustawiane przez nich w bramie wiodącej do świątyni Assora. Stele te nawiązują swym kształtem do asyryjskich stel królewskich, a przedstawieni na nich władcy, tacy jak np. R'uth-Assor („Radość Aszura”), ukazani są w tym samym geście modlitwy co królowie asyryjscy na swych monumentach. Miasto i świątynia zniszczone zostały w ok. 240 roku, kiedy to Sasanidzi podbili królestwo Hatry. Ani świątynia, ani kult boga Aszura nigdy już się nie odrodziły.